# 田口隆祐
田口 隆祐（たぐち りゅうすけ、1979年4月15日 - ）は、日本の男性プロレスラー。東京都足立区梅島出身。血液型O型。新日本プロレス所属。宮城県仙台第一高等学校→東海大学卒業。生まれは東京都足立区。

## 来歴

### 少年時代
出生は母親の実家があった東京都足立区梅島。
その後から高校を卒業するまでは、宮城県岩沼市で育った。ただ、10歳の小学校4年生の時に1年間だけ青森市内に住んでおり、2019年の青森大会の試合後「青森市立筒井小学校に通ってました」と告白している。 宮城県仙台第一高校サッカー部、東海大学レスリング部の出身。

### 2002年
新日本プロレスのスカウト部長の木村健悟にスカウトを受け、前年9月の入門テストに合格し、3月新日本に入寮。
11月22日、後楽園ホールにて矢野通を相手にプロレスデビュー。その後、前座戦線で活躍し、かなり早い段階で頭角を現す。また、ドロップキックの空中姿勢に定評があったことから「ドロップキックマスター」という異名を付与された。

### 2003年
ジュニアヘビー級戦線で活動し、BEST OF THE SUPER Jr.（以下「BOSJ」）に初出場。

### 2004年
ヤングライオン杯、ヤングライオン闘魂トーナメントを制覇する。

### 2005年
2月、メキシコ・CMLLへ海外遠征に出発、同団体で元全日本プロレスの奥村茂雄とツナミ・デル・オリエンテ（Tsunami del Oriente）を結成する。10月、緑のオーバーマスクをかぶり凱旋帰国した。

### 2006年
長期メキシコ遠征帰国後から、勝利後にリング上で自身のテーマ曲である「MASTER OF DROPKICK」に乗りながら、「タグダンス」と呼ばれる踊りを披露するようになった。
初公開となったのは、2006年1月28日後楽園ホールにて、ファンキー仕様の髪型を初披露した田口がタイガーマスクと組み、後藤洋央紀、田中稔組と戦った試合で田口が後藤からピンフォール勝ちを収めた試合後に、多少中途半端ながら披露された（その直後に小バカにした態度で田中稔に真似されていた）。
2月19日、エル・サムライとのタッグで稔&後藤組の保持するIWGPジュニアタッグ王座に挑戦して、この試合で勝利を収め同王座の第16代王者組に輝いた。

### 2007年
3月、エル・サムライが新日本ジュニアの底上げを図るべく立ち上げた養成施設「サムライジム」の門下生第一号として入門。師であるサムライからスパーリングを通じてテクニックを伝授された後、IWGPジュニアヘビー級王座を保持する稔に挑戦を表明。田中稔からは、「ベルトとサムライジムの看板を賭けたダブルタイトルマッチだ」と挑発され、4月13日にIWGPジュニア王座に初挑戦。最後はHEATクラッチに敗れ看板も奪われたものの、BOSJ開幕戦で稔から勝利を収め、さらに予選を1位通過するといった実績を残し、稔に再挑戦を要求。
7月6日、稔と再戦して最後はどどんで勝利を収め、自らの敗北によって奪われたサムライジムの看板を取り返すと共にIWGPジュニア王座初戴冠を果たした。

### 2008年
3月、NEW JAPAN CUPに初出場。ZERO1-MAX（現 : ZERO1）との対抗戦も経験した。

### 2009年
1月、モーターシティ・マシンガンズ（アレックス・シェリー & クリス・セイビン組）の手に渡り他団体流出を許してしまったIWGPジュニアタッグ王座を奪還すべく、プリンス・デヴィットとタッグチーム、『Apollo 55』を結成。2度の挑戦を経てジュニアタッグ王者となり、同年のG1 TAG LEAGUEでは、ヘビー級選手に混じって出場し、ジュニアタッグチームでありながら準優勝を果たす好成績を残した。その中でもゴールデンラヴァーズ（飯伏幸太 & ケニー・オメガ組）とは幾度となく好勝負を展開。

### 2010年
10月11日、DESTRUCTION'10でApollo55 対 ゴールデンラヴァーズ のタイトルマッチが行われた。Apollo55は敗れたものの、ジュニアタッグとしては史上初となるプロレス大賞・年間最高試合賞を受賞する快挙を成し遂げた。

### 2011年
1月22日にマスカラ・ドラダから勝利を収めてCMLL世界ウェルター級王座を獲得、1度の防衛に成功する。

### 2012年
6月10日のBEST OF THE SUPER Jr.優勝決定戦では、ロウ・キーから勝利を収めて初優勝を果たし 、シングルプレーヤーとしての実力を見せつけた。

### 2013年
この頃の田口は、ジュニアタッグ戦線において、Apollo 55として常にトップを張り続け、同タッグとして合計4度に渡ってIWGPジュニアタッグ王者となり、通算13度の防衛を果たすなどマルチに活躍してきた。
しかし、4月7日のINVASION ATTACKのジュニアタッグ王座戦後、デヴィットに背後から襲撃され、一方的にApollo 55解散を突きつけられた。2人はタッグパートナーから一転して対立関係へと発展した。
さらに6月のBOSJ公式戦で腰を負傷し、「第三腰椎神経根引き抜き損傷の疑い」と診断され長期欠場に追い込まれた。

### 2014年
1月5日、半年ぶりにリングに上がり、復帰を発表した。自身を裏切り、BULLET CLUBを結成してヒールターンを果たしたデヴィットを標的とすることを宣言した。デヴィットとの抗争の末に、INVASION ATTACK 2014で決着戦と銘打たれたシングルマッチを行う。戦前の予想に反してクリーンファイトで挑んできたデヴィットに最後はどどん・ジ・エンドを決めて勝利。試合後に握手を交わして和解したが、翌日になってデヴィットは新日本を退団した。これに対して田口は、「もし次に目の前に現れたら、それはボクとデヴィットの第2章となる」と語り、一連の抗争に終止符を打った。
9月21日、DESTRUCTIONにてKUSHIDAを破り、約7年ぶりにIWGPジュニアヘビー王座に戴冠した。この試合前に「自分にベルトがあったら『もっとふざけられる権利』を手に入れる」と発言 していた田口は実際の試合後のコメントで、「オーマイ&ガーファンクル」といった謎のフレーズを連呼、第69代王者に戴冠したことから自身を「シックスナインチャンピオン」と称するなど自由奔放な発言を連発した。その後のコメントでも田口は下ネタを連想させる発言を繰り返すようになり、異質なキャラクターを確立させていった。

### 2015年
1月4日、レッスルキングダムにて、BULLET CLUB入りしたかつての好敵手ケニー・オメガに敗れてIWGPジュニア王座の3度目の防衛に失敗。同月に「NJPW PRESENTS CMLL FANTASTICA MANIA2014」ではツタンカーメンのマスク、コスチューム姿で試合を行った。

### 2016年
1月4日、東京・東京ドームで行われた「WRESTLE KINGDOM 10 in 東京ドーム」の第0試合1分時間差バトルロイヤル〜ニュージャパンランボー〜で第13番目に登場し、最後の2人に残るも、邪道にオーバー・ザ・トップロープで敗北。同日の第4試合IWGP Jr.ヘビー級選手権試合では挑戦者のKUSHIDAのセコンドとしてバック・トゥ・ザ・フューチャーのドクの姿で登場し、KUSHIDAに1度負けた後再び王者に返り咲いたケニーのセコンドについていたヤング・バックスを蹴散らしてKUSHIDAの勝利に貢献した。
6月3日、東京・後楽園ホールで行われた「BEST OF THE SUPER Jr.XXIII」第11戦の第7試合、田口はBUSHIと対戦し、毒霧からのMXで敗北した。試合後、「セイシをかけるだけで十分だよ、リングでは。こんなもん、顔にかけるために試合してるんじゃねぇんだ。初めから、顔にかけるつもりか？顔にかけられる気持ちも考えてほしいもんだ。こんな顔にいっぱいかけられるなんて。なんか酸っぱいの入ってるのかな？酸味が。酸っぱいよ。酸っぱいの顔にかけられた。」とコメントした。
6月28日、東京・後楽園ホールで行われた「KIZUNA ROAD 2016」第3戦の第1試合、田口はデビッド・フィンレーと対戦し、どどんで勝利。試合後「若い子とやって、若いエキスを舐め尽くすことで、汁をね、タップリ『SUPER Jr.』で吸わしてもらったんで。なんか一つどころか、二つ上の男になったんじゃないですか。一皮むけて、なんか真珠まで埋めちゃったみたいな感じ。真珠？“パール田口”ですよ。真珠を入れて二つ上の男になったんで。ベルトとは全然違うところで、活躍していきたいと思います。「つけろ」って言われるまで、つけないでいきたいと思います。“ナマ田口”でいきます。ベルトの話ですよ」とコメントした。

### 2017年
1月5日、東京・後楽園ホールで行われた「NEW YEAR DASH!!」にて中西学、棚橋弘至とのタッグでロス・インゴベルナブレス・デ・ハポン（LIJ）のBUSHI、EVIL、SANADA組が持つNEVER無差別級6人タッグ王座に挑戦し勝利を収め、第10代王者に戴冠。これを機に、田口を"監督"としたユニット「タグチジャパン」を結成し活動を開始する。後に同じくLIJとベルト争いをしたドラゴン・リー、マイケル・エルガンらとも共闘した。
だが、2月11日の大阪・大阪府立体育会館で行われた「THE NEW BEGINNING in OSAKA」にて、LIJ（BUSHI、EVIL、SANADA）組に敗れ、NEVER無差別級6人タッグ王座から陥落した。同大会のIWGPジュニアヘビー級王座戦で、王者であるLIJの高橋ヒロムがドラゴン・リーに勝利したことを受け、ヒロムに挑戦を表明した。田口はコメントで、「ヒロム、いや高橋ヒロム、すごい試合、感動したよ。こんなにセイシをかけて戦う姿に興奮して自然と足がリングに向かったよ」「すげえセイシかけたな。こんなにセイシかけて、オレ、戦えるかなって思ったけどさ、まだまだセイシかけて戦ってないなって思ったわけ。もっともっとセイシかけて戦いたいなと思ったわけ。このベルトとセイシをかけて試合してくれ」と挑発。また「返事を聞かせてほしいんだわ。五・七・五で」とヒロムに求めた（なお、高橋ヒロムはこの後バックステージにて「田口さん　取れるもんなら　取ってみろ」と見事五・七・五でコメントしている）。困惑したヒロムがベルトで殴りかかると巧みにかわして左足にオーマイ&ガーアンクルを決めた。
3月6日、東京・大田区総合体育館で行われた「旗揚げ記念日」興行にてヒロムの持つIWGPジュニアヘビー級王座に挑戦するが、善戦するも敗れた。
4月4日、東京・後楽園ホールで行われた「Road to SAKURA GENESIS 2017」にてリコシェ、棚橋とのタッグでNEVER無差別級6人タッグ王座を懸けてLIJ（BUSHI、EVIL、SANADA）組とリマッチ。勝利し第12代王者となった。
5月3日、福岡・福岡国際センターで行われた「レスリングどんたく 2017」にて、前王者のLIJ組とNEVER無差別級6人タッグ王座のリマッチをするが、防衛に失敗した。
8月13日、東京・両国国技館で行われた「G1 CLIMAX 27」にて、リコシェとのタッグ、『ファンキー・フューチャー』でマット・ジャクソン&ニック・ジャクソン組の持つIWGPジュニアタッグ王座に挑戦。試合はリコシェのシューティングスタープレスにより15分13秒で勝利し第53代王者となる。試合後のインタビュー中、鈴木軍のタイチのディーヴァであるあべみほが現れ、タグチジャパン入会を希望することに。誓いのキスをすると見せかけた後に田口が目を閉じた瞬間、あべは田口に平手打ちした。その後、田口はタイチと金丸義信の襲撃を受けた。3人が去った後、恍惚の表情を浮かべた田口は壁によりかかって、「まだまだ踏みつけられ足りないんだよ！ もっと踏みつけてもらいたいから、挑戦させてやるよ」とコメントした。以来、あべみほに心底嫌われ、次の広島でのタイトルマッチを欠場にまで追い込んだ。
9月16日、広島・広島サンプラザホールで行われた「DESTRUCTION in HIROSHIMA」の第5試合、IWGPジュニアタッグ選手権試合にて、王者の田口隆祐&リコシェ組と鈴木軍の金丸義信&タイチ組が対戦。一進一退の攻防の末、初防衛に成功した。試合後田口は「タイチ、金丸、強かったよ。ただやはり、あべみほタンがいなければなにも出来ない。うまいことあべみほ潰しが成功して、なんとか防衛出来ました。あべみほタンがいたらおそらく獲られていたでしょう。逆を言えばただ踏まれたかったですけどね」とコメントした。。
10月9日、東京・両国国技館で行われた「KING OF PRO-WRESTLING」の第3試合、IWGPジュニアタッグ選手権試合にて、王者の田口隆祐&リコシェ組に、謎のベールに包まれたロッキー・ロメロ率いる「ROPPONGI 3K」が挑戦。正体は、海外遠征中だったYOHとSHO。終盤リコシェが孤立し、合体技の3Kで撃沈。王座から陥落した。。防衛回数は1回だった。
12月17日、東京・後楽園ホールで行われた「Road to TOKYO DOME 2017」にてJRAとのコラボ企画としてマスクド・ホースなる覆面レスラーが出場。ロッポンギ3Kのメンバーと対戦した。入場前に流された会場VTRでは「騎手：田口隆祐」と表記された上、田口のテーマ曲をそのまま使用して入場。試合序盤にはキャプテン・ニュージャパンの真似を行ったり、試合終盤になると尻を使うムーヴを多用するなどした。翌18日の後楽園ホール大会にもマスクド・ホースが引き続き出場し、鈴木軍のメンバーと対戦。この日は試合開始早々にタイチからマスクを剥がれそうになり、紐が緩んだ状態のまま技の攻防を行った拍子にマスクが外れ、あっさりと正体が露見した。試合終盤には田口の技をそのまま使用し、自分でマスクを脱いだ。

### 2018年
1月28日、北海道・北海きたえーるで行われた「THE NEW BEGINNING in SAPPORO」にて、獣神サンダー・ライガー&タイガーマスク&海野翔太とのタッグで、金丸義信&タイチ&エル・デスペラード&TAKAみちのくの鈴木軍と対戦。本隊が入場すると、鈴木軍のディーバ・あべみほが田口の耳元で何かをささやく。すると、田口は味方を押さえ、あべに抱きついた。慌てて鈴木軍はストンピングを叩き込み、ここで開始のゴング。タイチが田口の顔を場外に出したところへあべがビンタした。試合はタイチが海野を天翔十字鳳で沈めたが、試合後、あべが田口の尻にキック。そして、鈴木軍は田口にストンピングを決め、あべは田口の急所をヒールで踏みつける。さらにタイチはマイクスタンドを田口の尻に突き刺す。あべが退場しようとしたところを田口は足をつかんで引き倒すが、あべは必死に逃げ切って花道を下がった。バックステージで田口は「次、やってやるからな！ 全部だ！ 穴という穴、全部やってやるからな！」とコメントした。
6月19日、東京・後楽園ホールで行われたスーパー・ストロング・マシン引退セレモニーにて、試合に先駆けて放映された場内ビジョンには、田口隆祐が「世紀の大オマージュ」としてかつて新日本マットを席巻したあのマシン軍団を召喚したという煽りVTRが流される。田口は「マシンを5体、工場直送で。進化したマシン軍団を見せたいと思います！」と宣言。その直後、急に田口は頭を押さえると、なんとマシンマスクを装着した姿となった。試合はL・I・J組の入場の後、緑色のワンショルダー姿のスーパー・ストロング・マシン・No.69をはじめとしたマシン軍団が入場し場内を沸かせた。試合結果はNo.69がBUSHIを魔神風車固めで沈め、マシン軍団が勝利を収めた。
12月14日・15日、東京・後楽園ホールで行われた「JRA presents Road to TOKYO DOME」の試合開始前、マスクドホースに騎乗したマスクドホース選手が、来場者に特製ガンでプレゼントを客席に発射しながらリングへ上がった。続いて阿部誠リングアナウンサーにマイクを向けられたマスクドホースは、「ヒヒヒン、ヒンヒン…」といった馬語でファンに挨拶。

### 2019年
1月21日、東京・後楽園ホールで行われた「NJPW PRESENTS CMLL FANTASTICA MANIA 2019」の第6試合、映画『パパはわるものチャンピオン』に登場する「ライオンプロレス」所属のレスラーたちがスクリーンから飛び出し、スペシャルタッグマッチで激突。主役のゴキブリマスク（棚橋弘至）が相棒のギンバエマスク（田口隆祐）とのタッグで、ドラゴンジョージ（オカダ・カズチカ）&スイートゴリラ丸山（真壁刀義）と対峙する。ラストは、ジョージがギンバエにドラゴンメーカーを決め、3カウントを奪取。ジョージ&丸山組が勝利を収めた。
1月30日、宮城・仙台サンプラザホールで行われた「Road to THE NEW BEGINNING」の第7試合にて、矢野通、真壁刀義とのタッグで、石森太二、タンガ・ロア、タマ・トンガ組が持つNEVER無差別級6人タッグ選手王座に挑戦。田口が石森からギブアップを奪い、第19代王者を戴冠。
2月11日、大阪・大阪府立体育会館で行われた「THE NEW BEGINNING in OSAKA」の第6試合にて、石森太二の持つIWGPジュニアヘビー級王座に挑戦し、敗退。NEVER無差別級6人タッグとの２冠ならず。
2月22日、東京・後楽園ホールで行われた「HONOR RISING:JAPAN 2019」の第5試合にて、NEVER無差別級6人タッグ選手権試合を行い、チーズバーガー、デリリアス、コルト・カバナ組に勝利し、初防衛。
3月、デビッド・フィンレーの負傷欠場を受け、「NEW JAPAN CUP 2019」に緊急出場。ヘビー級選手によるシングルトーナメント戦の中で、1回戦は天山広吉に勝利するが、2回戦で棚橋に敗れる。
4月22日、東京・後楽園ホールで行われた「Road to レスリングどんたく 2019」の第6試合にて、NEVER無差別級6人タッグ選手権試合を行い、タマ・トンガ&タンガ・ロア&ヒクレオ組に勝利し、2度目の防衛に成功した。
6月16日、東京・後楽園ホールで行われた「KIZUNA ROAD 2019」第3戦第7試合にて行われたIWGPジュニアタッグ選手権は、チャンピオンのROPPONGI 3K（SHO&YOH）と挑戦者のBULLET CLUB（石森＆ファンタズモ）が試合を行い、BULLET CLUBが勝利したが、試合終了後、ファンタズモがタッグベルトでSHOを殴ろうとしたところへ、田口がリングへ飛び込みSHOを救出した。花道まで下がったファンタズモがマイクアピールを行うと、これを聞いた田口がマイクアピールを開始。ファンタズモにNEVER無差別級6人タッグ王座防衛とブリティッシュクルーザー級王座奪取をアピールした。続いて「私がしゃべってもしょうがないんで・・・ROPPONGI、オイ！ 帰るな！ 最後、頑張って、次に繋がるマイクで締めなさい」と敗者にまさかの無茶ブリ。これで場内が爆笑となり、ファンが「ROPPONGI」コールでSHO＆YOHを後押し。すると、田口が「まさかと思ってるでしょ!? そのまさかだよ！」とYOHの真似をして追い討ちをかける。これでついにYOHがマイクを掴み、「後楽園にーーー!! いい風吹かなかった～～～！」と絶叫。しかし、場内が微妙な空気になってしまう。YOHは「頼む…。SHO君…。俺の代わりに言ってくれ」とSHOにマイクを渡し、最後はSHOが締めた。
6月17日、東京・後楽園ホールで行われた「KIZUNA ROAD 2019」第4戦の第5試合にて、NEVER無差別級6人タッグ選手権試合を行い、高橋裕二郎&チェーズ・オーエンズ&エル・ファンタズモ組に勝利し、3度目の防衛に成功した。

6月25日、宮城・仙台サンプラザホールで行われた「KIZUNA ROAD 2019」第10戦第6試合のブリティッシュクルーザー級選手権試合にてチャンピオンのエル・ファンタズモに挑戦するも、敗れる。
10月7日、東京・後楽園ホールで行われた「NEW JAPAN ROAD」の第6試合にて、棚橋弘至デビュー20周年記念試合Ⅲ／NEVER無差別級６人タッグ選手権試合を行い、棚橋&本間朋晃&YOSHI-HASHI組に勝利し、4度目の防衛に成功した。

その後の、Super Jr.Tag League2019では、ROPPONGI 3K監督のロッキー・ロメロと『メガ・コーチーズ』を結成し、SHO＆YOHから値千金の勝利を奪う。

### 2020年
1月4日、東京・東京ドーム「バンドリ！Presents WRESTLE KINGDOM 14 in 東京ドーム」2連戦の初日、第1試合獣神サンダー・ライガー引退試合Iにて、獣神サンダー・ライガー&藤波辰爾&ザ・グレート・サスケ&タイガーマスクwithエル・サムライvs佐野直喜&大谷晋二郎&高岩竜一&田口隆祐with小林邦昭が行われた。田口はライガーから3カウントを奪取した。
1月5日、東京・東京ドーム で行われた「バンドリ！Presents WRESTLE KINGDOM 14 in 東京ドーム」の2日目、第0試合NEVER無差別級6人タッグ選手権試合ガントレットマッチが行われた。最後に登場した真壁＆矢野＆田口の王者組は、L・I・J組 BUSHIの毒霧をもらった田口が、鷹木信悟のMADE IN JAPANに沈み、防衛に失敗。防衛回数は4回だった。
2月9日、大阪・大阪城ホールで行われた「釣り★スタ　presents THE NEW BEGINNING in OSAKA」の第2試合、IWGPジュニアタッグ選手権試合が行われ、鈴木軍の金丸義信＆エル・デスペラードの挑戦をROPPONGI 3Kが退けた。、その試合終了後、田口がバスケットボールを持ってリングインし、マイクアピールを開始。「今日はかなりセイシをかけて闘ってて素晴らしいね。SHO＆YOH…いや、YOH＆SHO。君たちが持つベルト、ものすごく輝いているんだよ。だから…ロッキー。一緒にJr.タッグ王座へ挑戦しよう。」その直後、田口はバスケットボールをロッキー・ロメロに渡し両手でゴールを作る。その横でYOHとSHOもパスを要求するが、ロッキーは田口のゴールにボールを投げ入れた。田口が「次のチャレンジャーは私たちです」とROPPONGI 3Kに宣言しロッキーと肩を組むと、YOHはマイクを持ち、挑戦を受諾した。
2月20日、東京・後楽園ホールで行われたIWGPジュニアタッグ選手権試合で、チャンピオンであるROPPONGI 3KのSHO＆YOHにロッキー・ロメロとのタッグで挑戦し、敗れる。試合後のコメントで、前日アルコールを飲んだことがばれ、ロッキーは激怒し退場。困った田口は、解説の元井美貴も前日ビールを飲んでいたことに目を付け、元井へのお仕置きと称して（田口1人で）女子トイレに姿を消した。
2月21日、東京・後楽園ホールで行われたNEVER無差別級6人タッグ選手権試合で、チャンピオンのLIJ（BUSHI＆EVIL＆鷹木信悟）にコルト・カバナ、矢野通とのタッグで挑戦するが、田口がBUSHIの毒霧を浴び、ブシロールに敗れる。試合後田口は、何も言えないので上村選手に聞いてくださいとコメントした（上村は「毒霧は反則です」とコメント）。
6月22日、会場非公開で行われたNJPW WORLD Special NEW JAPAN CUP 2020第3戦の第2試合。1回戦で、田口は昨年準優勝のSANADAと対し、田口がオコーナーブリッジで敗れる。試合後SANADAは自分が着ていたタンクトップを置き去りにして退場。すると田口はそのタンクトップを着てリングを降りた。試合後のインタビューで田口は、「SANADA、イ、タグチ。ノスオトロス、タグチ、ジャパ〜ン！」とコメント。（SANADAはノーコメント）また、田口は試合後のツイッターで、「真田の真と、田口の田でチーム『真田』誕生の瞬間」とつぶやいている。

### 2021年
1月5日、東京・東京ドーム「バルサン Presents WRESTLE KINGDOM 15 in 東京ドーム」2連戦の2日目、第2試合IWGPジュニアタッグ選手権試合にて、マスター・ワトとのタッグで鈴木軍のエル・デスペラード＆金丸義信組に挑戦するも、敗退。
7月10日、北海道・真駒内セキスイハイムアイスアリーナで行われた、映画『ゴジラvsコング』Presents SUMMER STRUGGLE in SAPPOROの初日。第3試合で、棚橋弘至&田口隆祐&ロッキー・ロメロvsKENTA&高橋裕二郎&エル・ファンタズモが行われた。試合は棚橋が裕二郎からハイフライフローからのピンフォール勝ち。試合後のコメントで、田口はロッキーにメガコーチズ復活をアピールするが、ロッキーは拒否した。
同日のメイン（第6試合）IWGPジュニアヘビー級選手権試合において、チャンピオンのエル・デスペラードが二度目の防衛に成功した。試合後、ロビー・イーグルスがVTRで次期挑戦をアピールしたが、後に、実は田口も挑戦表明しようと花道の陰で待機していたがチャンスを逃した、と述べている。
7月11日、北海道・真駒内セキスイハイムアイスアリーナで行われた、映画『ゴジラvsコング』Presents SUMMER STRUGGLE in SAPPOROの2日目。第2試合で、石井智宏&田口隆祐&ロッキー・ロメロvsEVIL&石森太二&エル・ファンタズモが行われた。試合はロッキーがファンタズモをウラカン・ラナで丸め込んで勝利した。試合後ロッキーはマイクを持ち、（英語で）カントク・タグチ＆カントク・ロッキーの”メガコーチズ”が次のIWGPジュニアタッグベルトの挑戦者だ！」とマイクアピール。田口は飛び跳ねて誰よりも喜んでいた。
7月17日、東京・後楽園ホールで行われた、映画『ゴジラvsコング』Presents SUMMER STRUGGLE 2021の第3戦、7.25IWGPジュニアタッグ王座戦の前哨戦としてシングル二番勝負が行われた。第4試合の田口隆祐vs石森太二は、田口が生尻で石森から3カウントを奪取した。試合後、田口は追撃の生尻を石森の顔面に押し当てたが、次試合のファンタズモが田口を襲撃。田口にひっかき攻撃を行うが、ロッキーが救出にかけつけ、そのまま第5試合開始のゴングが鳴らされた。
第5試合のロッキー・ロメロvsエル・ファンタズモは、残り30秒のところでファンタズモがサドンデスを狙ったところで田口がタオルを手にエプロンに登場。田口は残り10秒でロッキーにタオルを投げるが、ファンタズモはそのタオルをキャッチして放り投げると、ロッキーの顔面を蹴り抜いてカバー。しかし、カウント2でロッキーが返し、30分時間切れ引き分けになった。試合後田口は「ファンタズモの右足の秘密をドームで暴いてやりますんで期待してください」とコメントした。
7月25日、東京・東京ドームで行われた、映画『ゴジラvsコング』Presents WRESTLE GRAND SLAM in TOKYO DOMEの第1試合で行われたIWGPジュニアタッグ選手権試合。王者の石森太二&エル・ファンタズモ組に田口隆祐&ロッキー・ロメロ組が挑戦。試合終盤、田口はファンタズモの疑惑のシューズを脱がしシューズの中を覗いて驚愕し、レフェリーにシューズを差し出すも石森が妨害。すかさずファンタズモがローブローで田口の動きを止め、最後はCRⅡで田口から3カウント。シューズの中には“Taguchi FXXK You”と書いてあったようだ。
7月31日、東京・後楽園ホールで行われた、映画『ゴジラvsコング』Presents SUMMER STRUGGLE 2021の第3試合、オカダ・カズチカ&ロビー・イーグルス&タイガーマスクvs天山広吉&田口隆祐&マスター・ワトは、終盤場外でオカダが田口のタイツをずり下げるハプニングが発生していたが、イーグルスがワトからロン・ミラー・スペシャルで勝利した。試合後田口は、「しかし、わざわざケツを出す必要ないんじゃないの？タイツをひっぺがして、オカダ君、あれはないんじゃないの？お尻を出して、何が楽しいの？ねぇ！だってお尻出されたらああなるの、わかってるでしょう？どうなるもこうなるも、ああなるしかないでしょう？ホントに。なんなの？お尻を向けたのは私が悪かったんだけど、ああなるとは思わなかった。裂けるとこでした、ホントに。ケツ（欠）場よ。危なかったわ。ビックリしました。とりあえずああならなくてよかった。ああなるのだけは避けたいからね」とコメントした。
8月20日、新日本プロレスオフィシャルサイトの自身のブログにて「TOKYO2020オリンピック、パラリンピックを持ちましてタグチジャパンが一旦解散するということ」と「タグチジャパン」の解散を発表した。2021年9月15日配信の新日本プロレスリングYouTube公式チャンネル内「新日SSプレゼンツ!月刊69」では、「タグチジャパン」はオリンピック、パラリンリックを応援する意味合いもあったことについて触れ、「あとでまた復活したいときに、解散すると宣言してしまうと嘘をついたと思われる」との理由で、解散ではなく活動休止とした。
11月13日、後楽園ホールから始まったBEST OF THE SUPER Jr.28の出場選手としてシリーズ参戦。5勝6敗でシリーズを終える。

### 2022年
1月5日、東京・東京ドーム「WRESTLE KINGDOM 16 in 東京ドーム」2日目、第1試合IWGPジュニアタッグ選手権試合にて、ロッキー・ロメロとのタッグで、第68代王者のタイガーマスク＆ロビー・イーグルス組に、バレットクラブの石森太二&エル・ファンタズモ組を交えて3WAYで対戦。ロッキー・ロメロがロビー・イーグルスのロン・ミラー・スペシャルにギブアップ負けを喫した。試合後田口は、ロッキーに昨日酒を飲んだかと問う。ロッキーが飲んでないと答えたところ、酔っ払ったら痛みも無くなる、酔っ払いは大事と言った。２人はメインイベントが終わったら一緒に飲みに行くことと、次のタイトルマッチの時はビールを9缶飲んでから臨むことを約束した。
2月19日、北海道・北海道立総合体育センター 北海きたえーるで行われた「LECクリンぱっ！Presents 新春黄金シリーズ」第14戦、第6試合IWGPジュニアタッグ選手権試合4WAYマッチにおいて、マスター・ワトとのタッグで第68代チャンピオンのタイガーマスク＆ロビー・イーグルス組、鈴木軍の金丸義信＆エル・デスペラード組、バレットクラブのエル・ファンタズモ＆石森太二組と対戦。タイガーマスクに対して、マスター・ワトと合体技No.9を決め、自身がこだわり続けた第69代王座に戴冠した。
4月9日、東京・両国国技館で行われた「HYPER BATTLE22」の第2試合IWGPジュニアタッグ選手権試合において、エル・ファンタズモ、石森太二組と対戦し、最後は田口がタイツをずらしてから、ファンタズモの顔面に自身の臀部を押し付けて勝利し、見事防衛に成功した。
5月1日、福岡・福岡PayPayドームで行われた「WRESTLING DONTAKU2022」の第4試合IWGPジュニアタッグ選手権試合において、金丸義信、DOUKI組と対戦し、最後は金丸のウイスキー攻撃をDOUKIに誤爆させ、タイツをずらした後、生尻アタック、そして田口が自身の臀部を金丸に押し付けて勝利、見事2度目の防衛を果たした。
5月15日、愛知・名古屋国際会議場で開幕したBEST OF THE SUPER Jr.29に出場し、3勝6敗でシリーズを終えた。
6月20日、東京・後楽園ホールで行われた「NEW JAPAN ROAD」第4戦の第7試合IWGPジュニアタッグ選手権試合において、フランシスコ・アキラ、TJP組と対戦し、最後はパートナーのマスター・ワトが合体技のザ・リーニングタワーで破れ、王座から陥落した。防衛回数は2回だった。
9月2日、神奈川・横浜武道館で行われた「バーニング・スピリット」より、試合終了後のコメント、アピールなど蝶野正洋を模した口調で行うようになった。
9月25日、兵庫・神戸ワールド記念ホールで行われた「バーニング・スピリット」第14戦の第7試合IWGPジュニアタッグ選手権試合において、王者組のフランシスコ・アキラ、TJPに挑戦。TJP、アキラが合体技のザ・リーニングタワーに破れた。
10月10日、東京・両国国技館で行われた「超実力派宣言」の第3試合において、棚橋弘至、ヒクレオとのタッグで、HOUSE OF TORTUREのEVIL、高橋裕二郎、SHOと対戦。SHOがレンチで田口を殴りショックアローの体勢に入るが、ヒクレオが妨害しハイアングルチョークスラムでSHOを叩きつける。これでSHOがグロッキーになると、ヒクレオが田口を引きずってSHOの上に乗せて3カウントを獲らせた。試合後田口は、タグチジャパンの復活を宣言し、新メンバーとしてヒクレオが加入した。
10月21日、岩手・岩手県営体育館で行われた「バトル・オータム '22」第6戦の第7試合において、棚橋弘至、ヒクレオ、邪道とのタッグで、HOUSE OF TORTUREのEVIL、高橋裕二郎、SHO、ディック東郷と対戦。勝負は、棚橋が東郷からハイフライフローからの３カウントで勝利した。勝利後田口は、SHOのレンチを奪い、何度も股間にこすりつけていた。試合後のコメントでは、第２期タグチジャパンのスタートをアピールした。
10月23日、青森・新青森県総合運動公園マエダアリーナ・メインアリーナで行われた「バトル・オータム '22」第8戦の第8試合NEVER無差別級6人タッグ選手権試合において、棚橋弘至、ヒクレオとのタッグで、チャンピオンであるHOUSE OF TORTUREのEVIL、高橋裕二郎、SHOに挑戦。試合開始前、田口が前日SHOから奪い取ったトーチャーツールを中島佑斗に渡し「持って帰れ！」とバックステージに持って行かせたが、試合終盤、SHOは別のトーチャーツールを持ち出し田口に殴りかかる。かわした田口は延髄斬りで応戦し、SHOの両腕を青森の「A」にしてから「青森スープレックスだ！」と叫びスープレックスを決めるもSHOははね返す。最後は田口がSHOのショックアローで３カウントを奪われ敗北した。試合後、田口は記憶が混濁したのか「なんとか勝つことができました、ありがとうございます・・・」とコメントした。

### 2023年
3月1日、東京・後楽園ホールで行われた『ジュニア夢の祭典 〜ALL STAR Jr. FESTIVAL 2023〜』では第4試合6人タッグマッチに出場。童貞を殺すセーター姿で入場し（3人とも私物）、佐藤光留、今成夢人と共に変態トリオを結成した。
5月12日から開催のBEST OF THE SUPER Jr.30に出場。普段のコミカルなファイトをほぼ封印し、10年以上ぶりに円盤中毒を解禁するなどするも最終戦まで全敗。最終戦のKUSHIDA戦も真面目に試合を行うも、試合途中に尻が出てしまう。しかし、田口はこれに気づかないままオーマイ&ガーアンクルでタップアウトを奪い1勝8敗でシリーズ公式戦を終えた。

### 2024年
4月20日、バイクを運転中に犬を避けようとして単独転倒事故を起こし、前額部挫滅傷、顔面擦過傷、鼻根部挫創、手指挫創、頸椎捻挫、左膝擦過傷と診断され、長期欠場に入った。この欠場によりBOSJの連続出場が18年で途切れた。
その後、5月31日のBOSJ31後楽園大会にてファンの前に久々に姿を現し、経過を報告。7月5日の東京武道館大会にて復帰。その同日に行われたDRAGON GATE後楽園ホール大会にて、田口の代打でBOSJ31に出場したドラゴン・ダイヤよりダイヤが敵対するユニット・ Z-Bratsとの8人タッグマッチ助っ人の呼び掛けに応え、8月1日のDRAGON GATE後楽園大会に参戦。さらに10月24日〜11月4日まで開催されたSUPER Jr. TAG LEAGUE 2024にもドラゴン・ダイヤと共に出場。当時のIWGP Jrタッグ王者であったクラーク・コナーズ、ドリラ・モロニー組を下す等健闘するも、2勝3敗でリーグ戦敗退。次期シリーズのWORLD TAG LEAGUE2024にも、過去にBOSJ29で対戦したアレックス・ゼインのパートナーXとして参戦。3勝5敗で負け越すも毘沙門を撃破する等、往年のタッグプレイヤーとしての輝きを十二分に見せた。

## 得意技
師と仰ぐサムライと同じく、日本のジュニアヘビー級の中では長身であり、その手足を利した攻撃を得意とする。
田口のオリジナル技は独特なネーミングが特徴で、新技開発にも余念がないが短期間の内に使用されなくなることも多い。
第69代IWGPジュニアヘビー級王者になって以降は、捉え所のない自由奔放かつ意味ありげな言動が目立つようになり、新日本所属レスラーを意識した挑発行為（後述）も多く取り入れている。その一方で勝負師としての実力は決して衰えておらず、自由奔放な言動とシリアスと称されるおふざけなしの試合運びの巧みな使い分けが田口の大きな強みである。

### フィニッシュ・ホールド

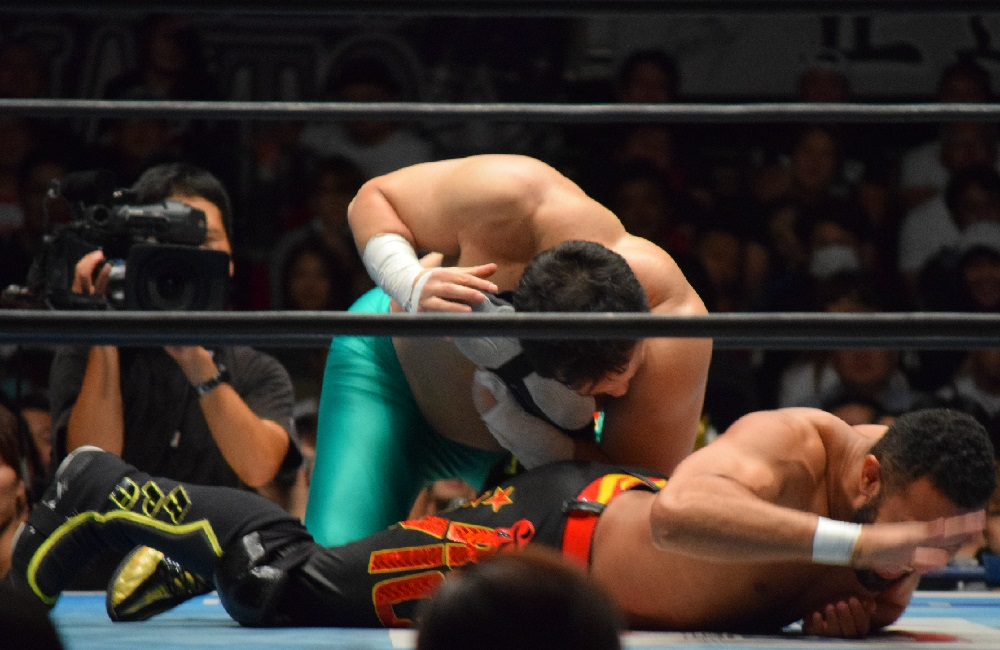
ロッキー・ロメロにオーマイ&ガーアンクルを極める田口。

どどん
現在の田口の主なフィニッシャーの一つ。相手の背後に回りタイガー・スープレックスの体勢で固め、仰け反るように上に持ち上げて一旦静止してから腕のフックを外して開脚ジャンプし、うつ伏せに落下した相手を顔面からマットに叩きつける。相手を持ち上げた後は、そのまま背後から相手の腰を抱えて両足をフックする形になるため持ち上げられた相手は自然と柔道で言うところの前受身の態勢で落下する。メキシコでは比較的ポピュラーな技で、こちらは類似技もまとめて単純にフェイス・バスターと呼ばれることが多い。
開発以来現在まで拘りを持って愛用しており、多数の発展形を生み出している（下記参照）。
名前の由来は、田口が通う、東京・下高井戸の丼屋「どどん」という店名であることを『週刊プロレス』や『出没!アド街ック天国』で明かしている。なお、丼屋の店主は「プロレスなんだから、「どどん」じゃなくて「DDN」の方が格好良いのでは？」と提案したものの、田口に「いや、「どどん」でいきます」と却下された旨を語っていた。
発展形
スーパーどどん
雪崩式で放つどどんで、通常型と比較すると使用頻度は低い。
くるくるどどん
2011年4月29日のCMLL世界ウェルター級選手権試合、タイチ戦で初公開されたラ・ミスティカ式のどどん。人工衛星ヘッドシザーズの体勢で相手に飛びつき、そのまま投げ飛ばさず相手の後方に着地しながらどどんを放っていく。しかし、どどんシリーズの中では一番使用頻度は低い。
ミラノ作どどんスズスロウン
変型のストマック・ブロック。上述のどどんと同様のムーブで抱え上げた相手を自らの折り曲げた両膝に腹部からめり込ませる。発案者はかつてライバル関係にあったミラノコレクションA.T.で、ミラノがApollo 55との抗争中に挑発の意を込めて開発した。その後ミラノが引退し、田口がこの技を初公開したのは2011年5月26日の飯伏幸太戦であった。同技で勝利を収めており、以降、開発者であるミラノに敬意を表し、「ミラノ作」の名を冠して継続使用している。
どどん・ジ・エンド
2014年4月6日のプリンス・デヴィット戦で初公開。アルゼンチン・バックブリーカーで担ぎ上げた相手の後頭部を跳ね上げ、空中でうつ伏せになるように旋回させて落とすタイプのどどん。従来のどどんと比べて遠心力が加えられていることから、受け身を取りづらくしている。
裏どどん
相手をパワーボムの体勢で担ぎ上げて、勢いそのままに後方へ倒れ込みながら相手を顔面からマットに叩きつける。ジャンボスープレックスと同型。
オーマイ&ガーアンクル
2014年9月5日に初公開された技。田口がデビューから12年もの長期に渡り研究・温存していたと自称するもので、この技で約7年ぶりにIWGPジュニア王座奪取に至っており、以降はどどんに並ぶ田口の代表的なフィニッシャーとして使用され始めた。披露当初は単にアンクルホールドと表記されていたが、後にジュニア王座戴冠後のコメントで発した「オーマイ&ガーファンクル」をもじって、「オーマイ&ガーアンクル」と技名が変更された。回転エビ固めから足をとるパターンや、相手選手の技を切り返して決めることも多い。
田口式逆EVIL
2022年3月7日のNEW JAPAN CUP2022でドラゴンリングインで即1秒でEVILを奇跡的に回避し、田口式のEVILを掛けるも最初は普通に倒された。この技は一度も成功していない。

### 打撃技
エルボー
エルボー・スタンプ
エルボー・スマッシュ
逆水平チョップ
チョップ・スマッシュ
延髄斬り
長身を活かした、しなやかな蹴りが特徴。この技をきっかけに、試合を田口サイドが優勢な展開に持っていくことが多い。
ヒップアタック
田口が試合を組み立てる上で多用される打撃技。2014年10月のIWGPジュニア王座戦から使用され始め、いつしか試合ではほとんどの攻撃がこの技のみになる程、田口の代名詞的な技として定着した。以降、田口は年を重ねる毎に尻を強調したパフォーマンスを誇示するようになっているが、相手に攻撃を読まれて無かったことにされたり、アトミック・ドロップで迎撃されることも多くなっている。
また、近年では前転した後にヒップアタックを繰り出す「回転地獄ケツ」や武藤敬司のスペースローリングエルボーの要領で側転した後にヒップアタックを繰り出すなどバリエーションも増加している。
スライディングケツ
ヒップアタック系ムーブのひとつで、尻餅をついた相手の顔面に向かって放つヒップアタック。各媒体の試合結果などではスライディングヒップアタックと表記されることもあるが、本人によればこちらが正式名称となっている。
ケツイェ
2016年3月27日のTAKAみちのく & タイチ戦で初公開。相手が片膝または膝立ちのときに放つヒップアタック。中邑真輔の滾り(タギり)をオマージュした「ギタり」を経て繰り出していく。名前の由来も中邑のフィニッシャーであるボマイェから。
ミサイルヒップ
トップロープから放つヒップアタック。
スワンダイブ式ヒップアタック
竜巻旋風ケツ
マスター・ワトの竜巻旋風脚のオマージュムーブ。
ドロップキック
ヤングライオンの頃より愛用している技。フォームの華麗さと打点の高さからドロップキック・マスターの異名を取るに至っており、2004年のスーパージュニア公式戦では獣神サンダー・ライガーから同技で秒殺勝利を収めている。ヒップアタックを使用し始めてからは影を潜めるようになったが、ここぞという場面で繰り出されるようになっている。
ミサイルキック
ドロップキックの派生技でコーナーポスト最上段から放つオーソドックスなものの他に、エプロンからトップロープに飛び乗り放つスワンダイブ式、コーナーに振られた際に一度コーナー脇のセカンドロープに足を掛け、振り向きざまに素早く放つ三角飛び式などレパートリーは多い。
電動こけし
本間朋晃の得意技である「小こけし」のオマージュムーブ。倒れ込む直前に股間に手を当てて小刻みに身体を震わせてから放つヘッドドロップ。
タイムボンバー
いわゆるアックスボンバーで、「TIME BOMB」の異名を取る高橋ヒロムに対抗して考案した技。「タイムボンバー！」と叫びながら放っていくのが特徴である。
ヒサシ・ヤマダ
KUSHIDAのマサヒロ・タナカに対抗してアンダースローで相手の腹部にパンチを見舞う技。技名の由来は、元阪急ブレーブスの投手の山田久志から。
デコ掌底
2018年4月27日から使用し始めた繋ぎ技。相手のおでこに右手だけで連続で掌底を見舞っていく技。
スミ・ミツオ
左のサイドスロー式パンチ。2018年5月24日に初公開された。技名の由来は元プロ野球選手の角盈男から取った。

### 投げ技
ご当地スープレックス
手を「こ」の字にして放つ変形のハーフネルソンスープレックス。片腕をチキンウィングに、片腕をハーフネルソンにしたスープレックスで、テキーラ・サンライズと同型の技。田口は試合前からプロモーションで「郡山スープレックス」を予告しており、実在しないのでは？という大方の予想を裏切り2018年の5月30日に披露され、SHOからスリーカウントを奪う。同年10月26日のSUPER Jr. TAG LEAGUE 2018の後楽園ホール第8試合では、同型の「後楽園スープレックス」を披露し、今度はYOHからスリーカウントを奪う。なお、郡山スープレックスは右腕が下、左腕が上の「こ」の字になっているのに対して、後楽園スープレックスは右腕が上、左腕が下の「こ」の字になっている。
その他
上記の他にも、タイチ戦に使用された肩車の要領で担ぎ上げ、相手を前方に落としながら放つどどんがある。
スリー・アミーゴス
ロコモーション式ブレーンバスター。エディ・ゲレロが得意とした技で、三発目で返されることもしばしば。
前落とし
アメリカでゴートバスターと呼ばれる技と同型。かつては、オデレータバスターの名称として使用していた。ブレーンバスターの態勢で持ち上げた相手を開脚ジャンプした自身の股の間に前面から叩きつけるフェイス・バスターでヒロ斉藤が得意とした顔面砕きブレーンバスターのシットダウン式とも言える。どどんへの布石として用いられることが多い。
鹿殺し
田口のメキシコ無期限遠征後から名前は知られていたが、しばらく未公開のままに終わっていた技。形はリバース・ゴリー・スペシャル・ボムと同型。2006年のスーパージュニアでサングレ・アステカ相手に初公開される。技名は劇団鹿殺しに由来。
フィッシャーマンズ・スープレックス
4代目タイガーマスクのベルトに挑戦する際、この技の元祖である小林邦昭に伝授された技。元祖である小林同様、ソバットから繋げる連携も見せており、投げてから後方回転して腕ひしぎ逆十字固めに移行することもある。現在では全く見られない。
スタラマンチ
田口が使用するブレーンバスタースラムの名称。
バカプリャハ
フィッシャーマンズ・バスターの体勢で相手を頭上まで担ぎ上げ、首に回していた左腕のクラッチを解き、右肩あたりに左手を添え直し、スパイン・バスターのように自らの股の間に相手を背中からマットに叩き付ける技。斎藤了が使用するシュリンプと同型。

### 関節技
カラ・パリダ
コブラクラッチ式のクロスフェイスで、大谷晋二郎のキングコブラホールドやアメリカン・ドラゴンのコブラクラッチ・クロスフェイスの類似技。
スタラマンチ
2010年のベスト・オブ・ザ・スーパージュニアで初公開したサブミッションタイプのスタラマンチで、相手の両足を交差させるように自らの足で固めながら相手の両腕を交差させるように相手の首に回し、最後に自分の体を横倒しにしながら相手の足と首を複合的に痛めつける関節技。
ラ・アタタタ
いわゆる変型腕固め。四つん這いとなった相手の左サイドから左腕を捉えて自らの右足に巻きつけた後、相手の背中を跨るようにして振り上げた左足を相手の首筋に引っ掛けて前転。自分の体がマットに尻餅をつくような形に移行し、相手の左腕を自らの右足で引っ掛けた状態から、相手の右腕を腕ひしぎ逆十字固めで極める。
名前の由来は、Twitterでの公募から決定した。
寄り目式腕固め
永田裕志の得意技でもある「腕固め」のオマージュムーブ。永田が白目をむくのに対して、田口の場合は寄り目にして腕を極めていく。

### 飛び技
プランチャ・スイシーダ
対角コーナーから放っていく三角飛び式を使用。田口のかつてのタッグパートナーでもあるデヴィットが肩車で対戦相手を担ぎ上げてから放っていく型も存在していた。
円盤中毒
2008年3月14日のNEW JAPAN CUP一回戦、獣神サンダー・ライガー戦で初公開。コーナーポストから飛び上がると同時に左方向へ水平回転し、フロッグ・スプラッシュの要領で体を伸び縮みさせながら、自らの体重を浴びせて相手の体の上に落下する。技名の由来は、地元仙台のライブハウスのイベントの名前である。
ノータッチ・トペ・コン・ヒーロ
トップロープを飛び越えて前方回転しながら相手に体を浴びせていく体当たり。田口のかつてのタッグパートナーであるデヴィットの新日本退団後は、仕掛ける前にデヴィットの決めポーズである「翼のポーズ（俯いた状態で片膝をつきながら両腕を水平よりやや上に広げる）」を決めてから放つことが多い。
手前に着地ヒップアタック
スワンダイブで飛び、相手の手前に着地して油断させる技。2019年4月20日愛知県体育館（ドルフィンズアリーナ）初披露。

### フォール技
外道クラッチII
相手の左腕をラ・マヒストラルの要領で絡みつかせてから繰り出す外道クラッチ。田口が外道との抗争中に編み出したオリジナル技。
外道クラッチガエシーノ
外道クラッチのカウンタームーブ。外道クラッチを仕掛けてきた相手の両足を掴んで引き倒すのと同時に、自らの両膝を伸ばしながら前屈の状態に移行させ、前屈みとなった相手の首に手を回して前方へと転がして、エビ固めのように覆い被さりながら丸め込む。
サムライクラッチガエシーノ
エル・サムライが使用するサムライクラッチのカウンタームーブ。サムライクラッチで丸め込まれた際に、繰り出した相手の両肩がマットにつく前に前転し、相手の両足に自分の両足を挟み込みながら丸め込む。
変型外道クラッチ（ジャパニーズロックネッククラッチ）
回転足折り固めのカウンタームーブ。自らの両腿の上に跨った相手のブリッジをブロックして丸め込まれないように抑え、相手の胴体を自らの両足で挟み込みながら横方向へ回転し、外道クラッチの要領で相手の両肩をマットに押さえ込む。田口は同技を「ジャパニーズロックネッククラッチ」と命名したが、正式名称として扱われることはなった。
マジックミラーGO!
背後から両手で相手の両目を塞ぎこんだ後、狼狽えた相手の右サイドに移行して首投げの要領でマットに倒し込み、相手の右足を取って丸め込むフォール技。
偽どどん
相手の背後から両腕をダブルチキンウィングに固めてそのまま体重を落として後方へ反り投げ、最後は自分の体をブリッジをするように仰け反らせながら相手の両肩をマットに付けさせてフォールを奪う丸め込む技。オースイスープレックスと同型。
キドクラッチっぽいやつ
田口がキドクラッチを狙おうとして咄嗟に出た技。キドクラッチは相手が前転で逃れようとした際にそのまま腕と足をクラッチして背中越しにエビ固めに捕える技だが、田口は相手の左腕を取りきれなかったので首を固めた。狙い通り出た技ではないが、2019年のNJCにおいて天山広吉から勝利を収めている。
ファイブスタークラッチガエシーノ
YOHが使用するファイブスタークラッチのカウンタームーブ。

### その他
走らせるヤツ
相手にひたすらロープワークをさせてスタミナを消費させるムーブ。かつて「ロープワークだけで金が取れる」と称されたこともある田口自身だが、相手に同様のムーブを繰り出されることもしばしば。
なかったことに
ヒップアタックを放つがガン無視され、勢いそのままにリングの外に落ちていく、避けられるという立派な技。技名の由来は、何もなかったことにしてそのあとも試合が進んでいくことから。
マチャアキ
タイチのパンタロンを強引に剥ぎ取る技。技名の由来は、テーブルクロス引きの達人の堺正章から。
ドラゴンリングイン
元々は藤波辰爾の定番ムーブ。タッグマッチにおいてパートナーからタッチを受けてリングインする際に、コーナーポスト最上段から何もしないでリングインする。リングインした瞬間に相手から攻撃を受けて劣勢に陥るまでがワンセットであり、ドラゴンリングインと同時に対戦相手の必殺技を食らいノックアウトされてしまったこともある。2021年3月4日の旗揚げ大会で田口はこの技をEVILに仕掛けたが、即1秒でEVILを喰らってK.O.負けになってしまった。2022年3月7日のNEW JAPAN CUP2022では、一時的にロスインゴ時代のEVILで撹乱させ、この技を仕掛けるも即1秒でEVILを奇跡的に回避し、K.O.負けも回避成功した。

### 合体技・連携技
中西学
人間トーテムポール
中西がチョークスラムで相手を抱え上げ、田口がトップロープからネックブリーカー・ドロップを放ち同時に中西が相手の体を投げ捨てる。ZERO1-MAX（現：ZERO1）対抗戦に向けて開発した。
上からドンどどん
田口が相手の背後に回りタイガー・スープレックスの要領で固め、中西が"上からドン!"を決めてから"どどん"を決める技。
プリンス・デヴィット
ブラックホールバケーション
田口がどどんの体勢で担いだ相手にデヴィットがプリンスズ・スロウンを放つ。Apollo55を象徴する技。
また、近年ではロッキー・ロメロとのタッグの時でも使用することがある。
ブラックサンデー
ブラックホールバケーションの形で相手を持ち上げ、デヴィットが相手の頭部を脇に挟み、田口がどどん、デヴィットがブラディサンデーの要領で落とす。
ブラックサンデーV2
田口が鹿殺しの要領で相手を高々と持ち上げ、デヴィットが急角度のブラディサンデーを見舞う技。
ムーンランディング
田口がパワーボム、デヴィットのバッククラッカーをミックスした荒技。
マスター・ワト
No.9（ナンバーナイン）
変形のブラックホールバケーション。田口がどどんの体勢で担いだ相手にワトがコンプリートショットを放つ技。2022年2月7日の後楽園大会にて初披露。
中西学、棚橋弘至
日本三景型オーマイ&ガーアンクル
田口がオーマイ&ガーアンクル、中西がアルゼンチン・バックブリーカー、棚橋がテキサスクローバーホールドをそれぞれ決める3人による関節技。

### 挑発行為
中邑真輔の真似
2015年に入ると中邑を意識した挑発行為を行っており、お互いが使用しているTwitter上でも頻繁に田口が中邑のアカウントにリプライを送り、それに中邑が返信するというやりとりも行われていた。中邑が新日本を退団した2016年以降も、引き続き使用している。
ギタる
2015年初旬頃より発動。中邑の「タギリ」ポーズを田口流にアレンジし、対中邑戦などで使用する挑発行為（試合前や入場時に、中邑の入場時同様手をクロスさせタギリながらリングに向かう）。各試合後のコメントにおいて、中邑を「本店」と呼び、自らを「支店」と称する。
オヤァイ!!
中邑の試合後のマイクパフォーマンスでの決め台詞「イヤァオ!!」を田口流にアレンジした挑発行為。ロープ際で相手の技をロープを持ち、ブリッジでかわす時や対戦相手を挑発する時に使用。技名は、「イヤァオ!!」を逆から言った言葉。
Los Ingobernables de Japonの真似
タグチジャパン対Los Ingobernables de Japonの試合でEVILの手を胸に当てる、内藤哲也の入場テーマ曲（STARDUST）に乗ってロープをドラムみたいに叩く。BUSHIを真似てトップコーナーに座る、等。
キープオンジャーニー
石森太二が黒歴史だと語る、闘龍門X時代に佐藤秀、佐藤恵と結成していたアイドルユニット「セーラーボーイズ」のシングル「キープオンジャーニー」の振り付け。石森の保持するIWGPジュニアヘビー級王座に挑戦することが決定してから田口は、「セーラーボーイズ」についてTwitter上やバックステージコメントなどで繰り返し言及していたが、「Road to THE NEW BEGINNING」後楽園大会の第3試合にてとうとうリング上で完璧な振り付けを披露した。最初こそ石森に頭を抱えるほどの多大な精神的なダメージを与えていたが、前哨戦で繰り返し行い続けた結果免疫をつけられ、タイトルマッチ本番ではとうとう石森本人に踊られるに至った。
このほかにも、天山広吉の「シュー」（モンゴリアンチョップの際に発する噴気音）やYOHの決め台詞「いい風吹かせます」をアレンジした「潮風吹かせます」など対戦相手の決め台詞やムーブなどを真似した所謂「パクリ芸」で挑発を行うことが多い。

## 道標明
道標 明（みちしるべ あきら、1979年4月15日 - ）は、田口が扮するキャラクターである。カードゲーム「キングオブプロレスリング」のゼネラルマネージャー。演歌歌手とされている。当初はあくまでもプロレスラー田口隆祐とは別人という扱いとされていたが、後に自身の口から同一人物であることを明らかにした。

### 概要
キャラクターのプロフィール上では、本名不明。生年月日不明の36歳（2015年現在）。出身地が不明ながら現住所は愛知県名古屋市とされている。性格はピュアだが、ファッションが派手 で、七三分けの髪型に緑のスパンコールジャケット、白のパンツスーツに緑の星型メガネをかけた風貌をしている。
3歳の頃から西島三郎なる架空の演歌歌手の歌を聞いて育ち、16歳の頃に西島に弟子入りを志願し西島ファミリーの一員となる。2015年現在は名古屋に住居を構える西島ファミリーの寮に暮らしながら、20年も下積み生活を送っているとされている。

### 略歴
2015年9月17日、幕張メッセで行われた東京ゲームショウ2015にて初登場し、台本にない展開にMCや関係者が困惑して当の本人もキャラ設定の定まらない状態だったが、以後、動画共有サイトでGM就任会見動画がアップされた他、キングオブプロレスリングのCMやイベントに出演している。12月24日には「せいなる夜のみちしるべ」と題されたコンサートも催された。
2016年6月15日、都内のキングレコードスタジオ内にてCDデビューを発表したのと同時に、正体が田口隆祐であることをカミングアウトした。
7月27日、キングレコードから「みちしるべ」（作詞・道標明、作曲・北村陽之介）でデビューした。2016年からNJPWWORLDで、2017年から[null AbemaTV]格闘技にて「道標明の人情酒場物語」を開始、MCを務める。

## タイトル歴
新日本プロレス
- IWGPジュニアヘビー級王座 : 2回 （第52、69代）
- IWGPジュニアタッグ王座 : 7回（第16、24、26、28、30、53、69代）

パートナーはエル・サムライ→プリンス・デヴィット×4回→リコシェ→マスター・ワト。
- NEVER無差別級6人タッグ王座 : 3回（第10、12、19代）

パートナーは棚橋弘至 & 中西学→棚橋弘至 & リコシェ→真壁刀義 & 矢野通。
- ヤングライオン杯 優勝（2004年）
- BEST OF THE SUPER Jr. 優勝（2012年）
- J SPORTS CROWN〜無差別級6人タッグトーナメント〜 優勝（2010年、2011年）

パートナーは後藤洋央紀 & プリンス・デヴィット。
CMLL
- CMLL世界ウェルター級王座 : 1回（第25代）

闘龍門MEXICO
- ヤマハカップ優勝（2005年）

パートナーは堀口ひろみ。
プロレス大賞
- 年間最高試合賞（2010年）

10月11日両国国技館、IWGPジュニアタッグ選手権試合、プリンス・デヴィット & 田口隆祐 vs 飯伏幸太 & ケニー・オメガ
K-AWARD
- 年間最高試合賞タッグマッチ部門 （2011年）

4月17日後楽園ホール、IWGPジュニアタッグ選手権試合、プリンス・デヴィット & 田口隆祐 vs 旭志織 & 大石真翔

## 入場テーマ曲
- MASTER OF DROPKICK / ONE TRACK MIND - 現在使用中のテーマ曲。
  - 新日本プロレスワールドでは「権利上の都合」による楽曲の差し替えまたは消音対応の対象曲となっていたが、2017年3月6日の旗揚げ記念日興行以降の放送分から「権利上の都合」の対象外となり、そのまま放送されるようになった。
- TAKE IT

## 決め台詞

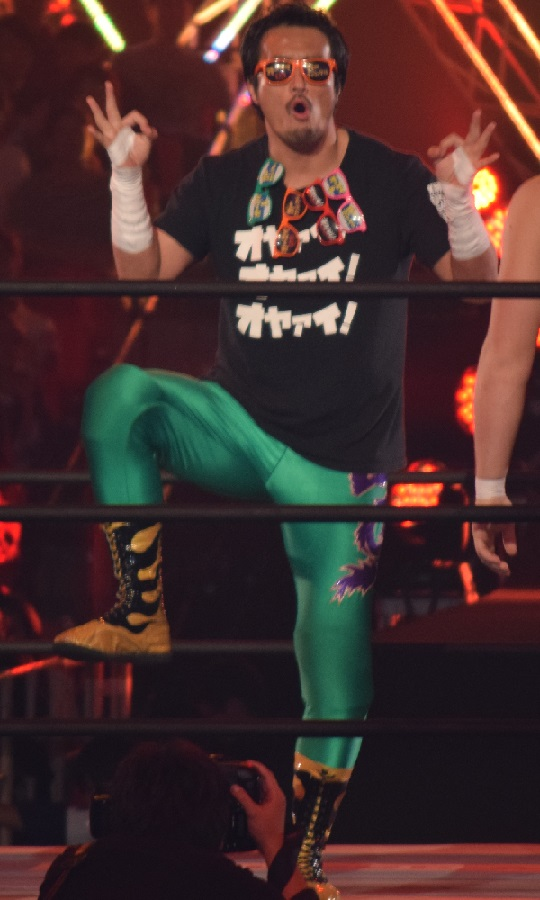
オーマイポーズ

- 「オーマイ&ガーファンクル」

2014年9月、IWGPジュニアヘビー級王座に戴冠した試合後のコメントで初めて発言。一部では流行語となり、Tシャツやパーカーが製作された。
- 「ウィー・アー・タグチジャパン!!」

2017年にタグチジャパン結成して以降、勝利を収めた試合の締めで発言する台詞。郷ひろみ風。
- 棚橋弘至の「愛してまーす！」に対抗し、「大好きでーす！」というマイクパフォーマンスをするときもある。
- その他、コメントやマイクパフォーマンスには下ネタを想起させる単語（「セイシをかけて」「たまたまです」など）ほか、対戦相手や団体内の他の選手の決め台詞やパフォーマンスのパクリ芸も多用する。

### 決めポーズ
- 腰振り（グラインド・ポーズ）

両手を首の後ろで組んで腰をグラインドするパフォーマンス。ファンキー・ウェポンのニックネームで呼ばれるようになって以降行うようになった。
類似したパフォーマンスを馳浩も現役時代に行っており、馳はリック・ルードからの影響を公言している。
- オーマイポーズ[90]

親指と人差し指をつけて輪を作った両手を顔の高さまで上げ、同時に右足だけを上げる。初公開は2014年11月頃。
考案者は『新日本プロレスBi-Monthly』内で連載されていた「キンプロ女学院」の生徒役を務めた花房里枝、高橋美衣。写真撮影の時に「なんかポーズを作りましょう」と提案されたことがキッカケで生まれたポーズだが、リング上で披露した際には、右足だけを上げる一工夫を加えてオリジナル感を出した。

### ダンス
タグダンス
タイトルマッチやシングルマッチなどで時々披露するオリジナルのダンス。自分の入場曲に合わせながら華麗に舞う。
変なおじさん
主に地方大会で披露。試合前に志村けんの変なおじさんの振付に合わせて踊る。BEST OF THE SUPER Jr.28の石森戦ではキープオンジャーニーの流れから披露した。

## 人物・エピソード
- 自身について「目立つタイプの選手ではない」と自己分析する田口だが、2014年9月にIWGPジュニアヘビー級王座戴冠後からは、「オーマイ&ガーファンクル」をはじめとした独特かつ自由すぎるコメントで異彩を放つようになっていった。これは2013年6月に腰を負傷して欠場中、公式サイト等で掲載されている試合後のコメントをチェックしていると、中邑真輔のコメントに目が行ったことがキッカケとなっている。大体の選手は次の試合に対する意気込みを語る中、中邑の発するコメントに異質なものを感じ取り、それ以降田口は「言葉を意識するようになった」「人を惹きつけるような言葉を考えるようになった」と述べている[91]。
- 趣味は将棋[92]。2012年には「将棋世界」誌上の段位認定問題をクリアしアマ六段の認定を受けたほどの腕前[93]。全国中学生選抜将棋選手権大会の宮城県代表になったこともある[94]。将棋棋士の郷田真隆とは『将棋世界』誌上での対談[94] を機に交友があり、郷田がプロレスファンであることもあり、度々田口の試合を観戦に訪れている[95]。将棋芸人によるライブ『将棋の王将』にも将棋好きプロレスラーとして出演[96]。アマ初段のザブングル・加藤歩に判定勝利している。
- あべみほに心から嫌われているが、駅でバッタリ遭遇したことがある[97]。
  - 2020年4月、新日本プロレス公式サイト"選手日記内"にてあべみほがタイチから田口のディーヴァに転身すると発表、ネット上をざわつかせた[98]。
- 外国人とのタッグではよく好成績を残す。
  - プリンス・デヴィット『Apollo 55』（IWGP Jr.タッグ4度戴冠、ベストバウト） - 2021年現在、同タイトルの最多連続防衛記録を保持している。
  - リコシェ『ファンキー・フューチャー』（IWGP Jr.タッグ戴冠）
  - フエゴ
  - ACH
  - チーズバーガー
  - ロッキー・ロメロ『メガ・コーチズ』
  - アレックス・ゼイン『ファンキー・ソース』
- 毎年、TAG69FESというイベントを開催しており、歌はもちろんの事だが、ふんどし姿を晒したり、実の息子を登場させるなど、常軌を逸したイベントとして話題性を高めている。
- 2021年度宅地建物取引士の資格試験に合格した。
- 2024年4月に犬を避けて単独事故を起こしたが、自身よりも犬の心配をしており、田口の妻は「人間のレベルが違う」と感じたという[99]。

## 出演

### ドラマ
- STAND UP!ヴァンガード（2012年5月、テレビ東京）
- ファイヤーレオン（2013年10月、TOKYO MX）
- 99.9-刑事専門弁護士-（TBS）
  - SEASON I・最終話（2016年6月19日） - 「いとこんち」の客 役
  - SEASON II・第1話（2018年1月14日） - 「田口ジャパン」2017年イメージキャラクター 役
- 警視庁アウトサイダー 第1話（2023年1月5日、テレビ朝日） - 本人 役[100]
- ドゲンジャーズ メトロポリス 第1話・第2話（2023年4月9日・4月16日、九州朝日放送、TOKYO MXほか） - 節度郎 役[101]

### バラエティ
- タモリ倶楽部（テレビ朝日）
  - 「平成のリングで絶滅の危機　昭和を彩った懐ワザを蘇らせよう!」（2011年2月11日） - ゲスト出演
  - 「イケメンレスラー棚橋弘至の苦悩　急所攻撃を食らい続ける僕の○玉は大丈夫なのか?!」（2012年9月21日） - ゲスト出演

### 映画
- パパはわるものチャンピオン（2018年9月21日、ショウゲート）- 寄田/ギンバエマスク 役[102]
- キングダム2 遥かなる大地へ（2022年7月15日） - 黄離弦 役
- アントニオ猪木をさがして（2023年10月6日、ギャガ）

### Web番組
- 道標明の人情酒場物語（2016年11月配信開始、NJPWWORLD　2017年6月配信開始、AbemaTV格闘チャンネル）- 道標明 役
- 風雲!たけし城（2023年4月28日、Amazon Prime Video）

### 雑誌連載
- キンプロ女学院　田口隆祐のオーマイ＆ガーファンクル講座（ベースボールマガジン社『新日本プロレス Bi-monthly』VOL.1 - VOL.3）2014年11月29日 - 2015年3月28日[103]　※生徒役は花房里枝、高橋美衣。
- キンプロ女学院　田口隆祐のオーマイ＆ガーファンクル講座★elfin'といっしょ（ベースボールマガジン社『新日本プロレス Bi-monthly』VOL.4 - VOL.6）2015年5月29日 - 9月29日[104]　※辻美優の加入によるリニューアル。
- 田口隆祐のキンプロ一人男学院（ベースボールマガジン社『新日本プロレス Bi-monthly』VOL.7 - VOL.11）2015年11月28日 - 2016円7月28日
- 週刊ヤングジャンプ（2016年No.32 7月21日号、集英社）W田口のギタるぜ！新日本プロレス!![105] - 田口華との競演

## 作品

### CDシングル
- みちしるべ（2016年7月27日、キングレコード） - 道標明名義
- みちしるべ体操（2021年2月17日、キングレコード） - 道標明名義[106]